# CSS Shenandoah

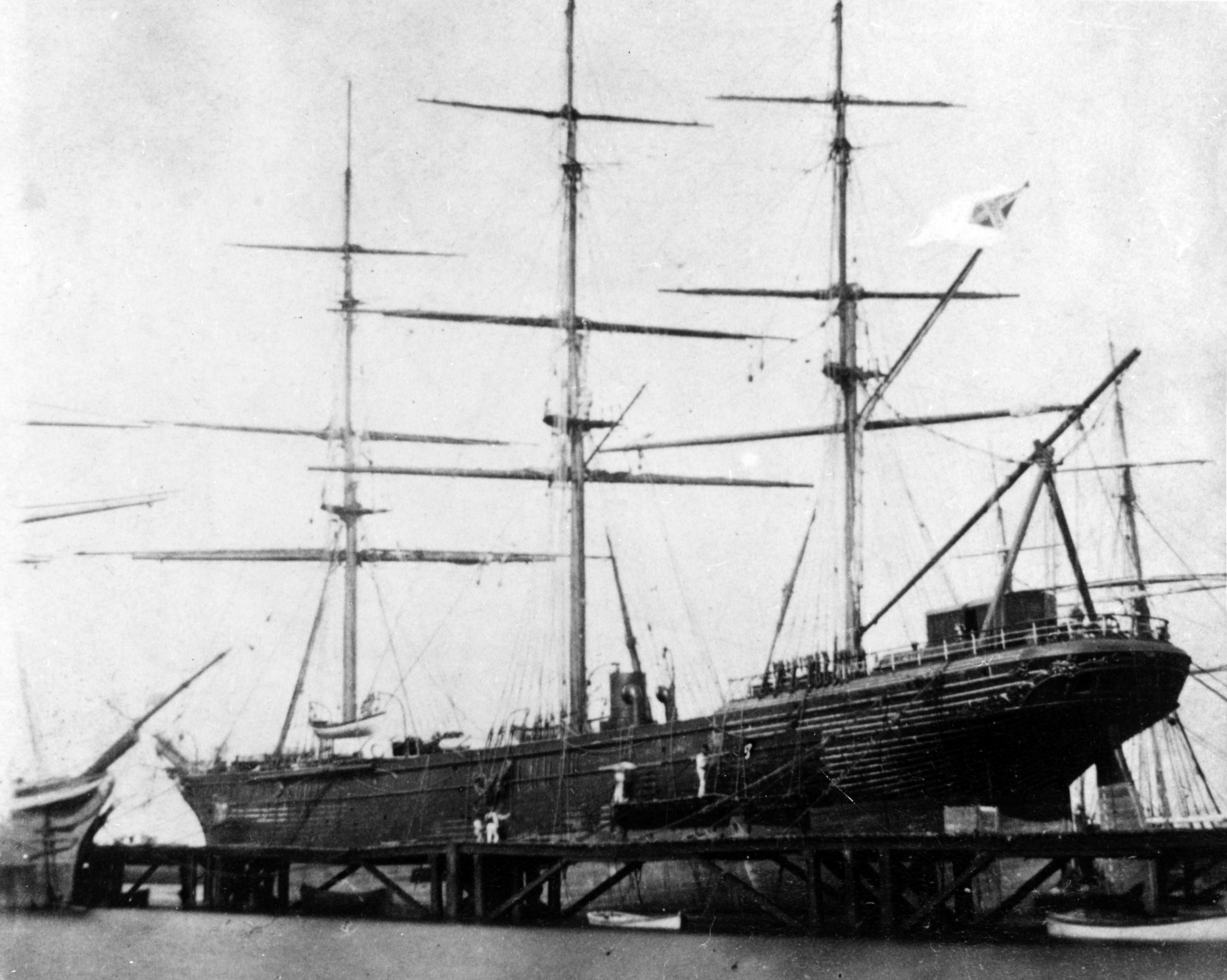
«Shenandoah» у сухому доці, Вікторія, Австралія, 1865 рік

CSS Shenandoah, колишній «Sea King» — вітрильник з металевим каркасом, обшитим дошками тику з допоміжною паровою машиною, відомий насамперед завдяки діям під командуванням Джеймса Уодделла у складі Військово-морських сил Конфедерації під час Громадянської війни у США.
«Shenandoah» спочатку був британським торговим судном, спущеним на воду як «Sea King» 17 серпня 1863 року, проте пізніше був викуплений Конфедерацією і використовувався як рейдер. За період у 12 з половиною місяців корабель здійснив навколосвітню подорож, атакуючи по дорозі торгові та промислові судна США, захопивши, потопивши чи отримавши викуп за 3 таких суден, переважно китобоїв з Нью-Бедфорду. Корабель урешті-решт здався у Ліверпулі 6 листопада 1865, через шість місяців після завершення війни. Прапор «Шенандоа» — останній офіційно піднятий прапор Конфедерації. Цей корабель також відомий як той, що здійснив останній постріл Громадянської війни — по китобою у водах поблизу Алеутських островів.